# Municipio de Itasca (Kansas)
El municipio de Itasca (en inglés: Itasca Township) es un municipio ubicado en el condado de Sherman en el estado estadounidense de Kansas. En el año 2010 tenía una población de 294 habitantes y una densidad poblacional de 3,37 personas por km².

## Geografía
El municipio de Itasca se encuentra ubicado en las coordenadas 39°18′21″N 101°40′4″O / 39.30583, -101.66778. Según la Oficina del Censo de los Estados Unidos, el municipio tiene una superficie total de 87.37 km², de la cual 87,37 km² corresponden a tierra firme y (0 %) 0 km² es agua.

## Demografía
Según el censo de 2010, había 294 personas residiendo en el municipio de Itasca. La densidad de población era de 3,37 hab./km². De los 294 habitantes, el municipio de Itasca estaba compuesto por el 96,94 % blancos, el 0,34 % eran amerindios, el 1,02 % eran de otras razas y el 1,7 % eran de una mezcla de razas. Del total de la población el 6,46 % eran hispanos o latinos de cualquier raza.